# Raimon Escrivan
Raimon Escrivan was een 13e-eeuws troubadour uit Toulouse.
Tijdens het beleg van Toulouse in 1218 bevond hij zich in de belegerde stad. Belegeraar Simon van Montfort had een gigantische houten met dikke lagen leer gepantserde  kat laten bouwen om de stad te kunnen naderen, maar deze werd door stenen van een trebuchet van de verdedigers vernield. Raimon Escrivan was hier getuige van en schreef het liedje la cata et le trabuquet, waarin de kat de trebuchet smeekt haar te vertellen waarom hij haar met zijn stenen pijn doet.